# Armillaria

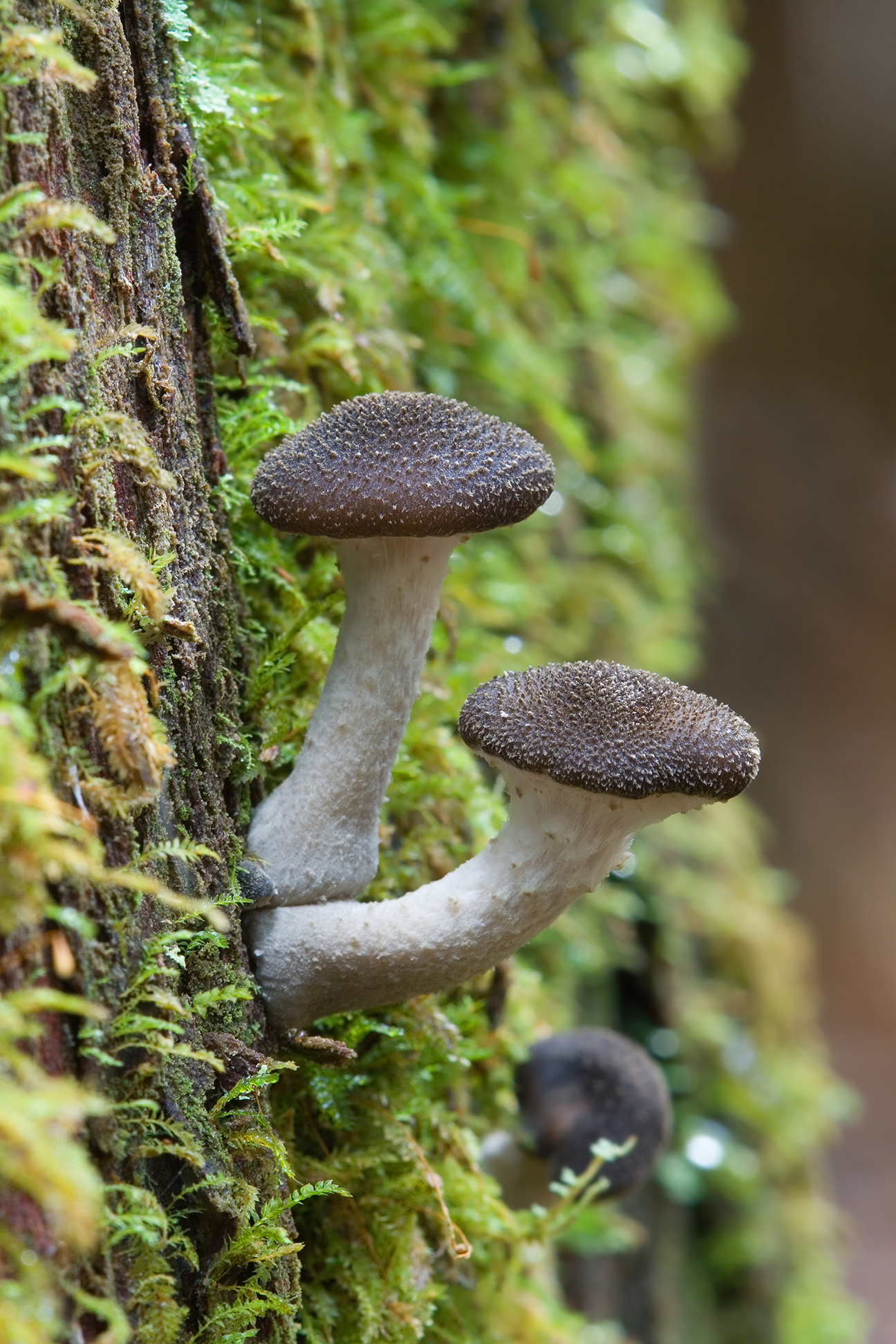
Armillaria sp..

Armillaria es un género de hongos parásitos basidiomicetes que viven sobre los árboles o arbustos leñosos. Incluye unas 10 especies que antiguamente estaban agrupadas bajo la designación de A. mellea.
Algunas especies de Armillaria son bioluminiscentes y pueden producir el fenómeno denominado foxfire.  
Armillaria por ser patógenos del bosque pueden ser muy destructivas. Son responsables de la enfermedad llamada podredumbre blanca que ataca las raíces (véase sección más adelante) en los bosques y se distingue del Tricholoma (micorrizal) por su naturaleza parasitosa.  Su alto poder destructivo proviene del hecho que a diferencia de la mayoría de los parásitos, no necesita moderar su crecimiento para evitar matar a la planta que la aloja, ya que continuará creciendo utilizando la materia muerta.

## Seta

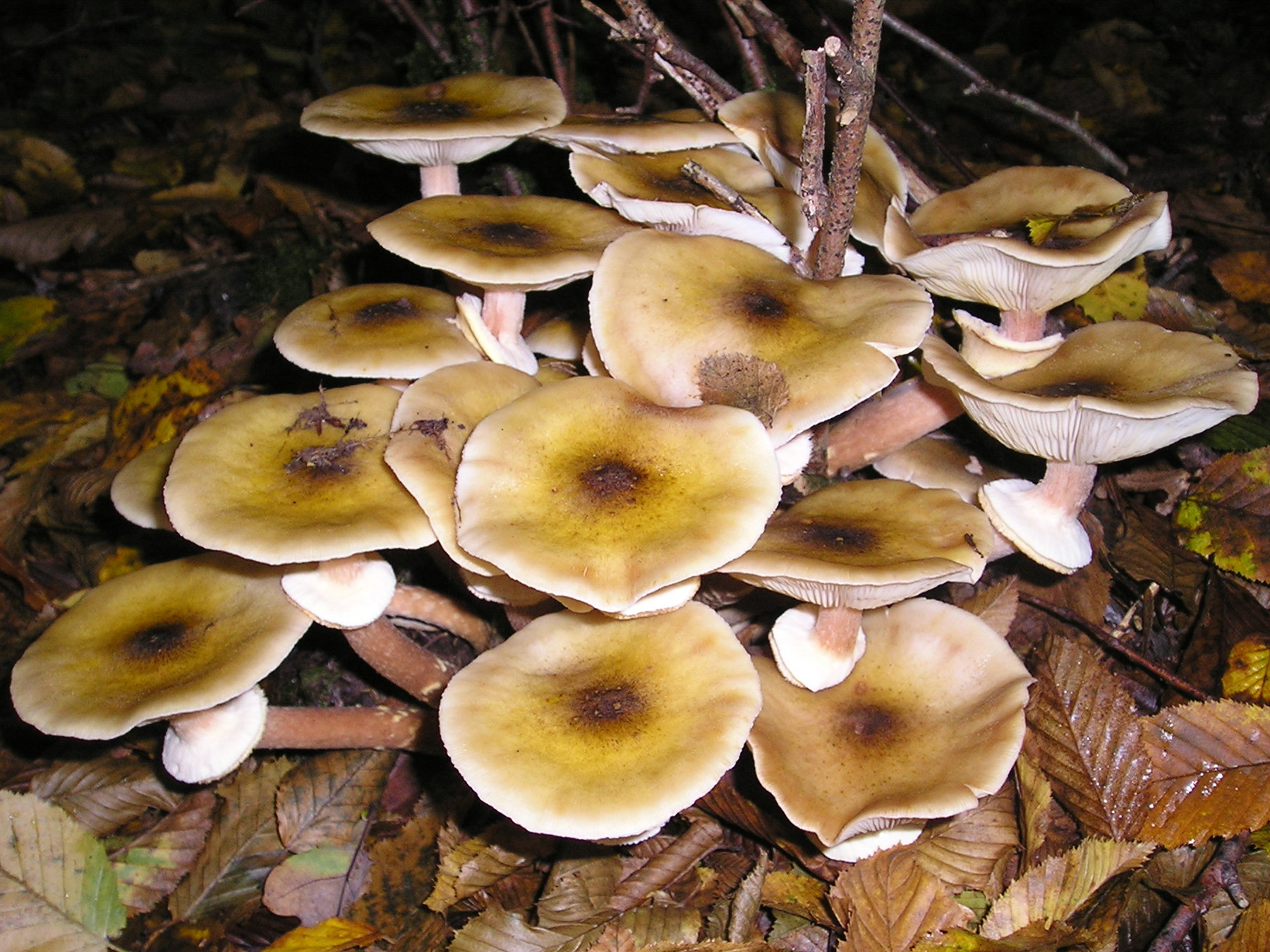
Armillaria mellea
Hongo miel.

Los cuerpos fructíferos de los hongos son setas que crecen sobre la madera, típicamente en racimos. El sombrero es carnoso, de 3-15 cm de diámetro y un color marrón claro amarillento (como la miel), y se encuentra recubierto de pequeñas escamas pardoamarillentas. Las láminas del sombrero son adherentes. El tallo puede tener a veces un anillo. La esporada de todas las especies de Armillaria es blanca. Por el contrario, ninguna posee volva.
Los sombreros jóvenes de Armillaria son comestibles si se cocinan bien, ya que de lo contrario pueden tener un ligero efecto tóxico. Los tallos son demasiado tenaces y por tanto incomestibles. Algunas personas son intolerantes a Armillaria y han de abstenerse de su consumo. Jamás deben comerlas los cerdos, pues para ellos resulta mortal.
Un género similar es Pholiota, que también se desarrolla en racimos sobre la madera y la fruta durante el otoño. Sin embargo, Pholiota tiene un color amarillo verdoso y una esporada marrón oscuro a gris-marrón. Por otra parte, los buscadores de hongos han de tener un especial cuidado con la pequeña seta Galerina marginata, que puede crecer junto a Armillaria en los tocones de árboles. Galerina marginata posee un color ocre rojizo y una esporada marrón, y es sumamente tóxica (llegando a causar la muerte) por su contenido en amanitina.

## Rol en la ecología de los bosques
Un hongo de miel corriente puede parasitar los azúcares de las raíces de veinte o treinta árboles sanos de diferentes especies. Sobre todo mata y digiere a cualquiera que se vea débil por el estrés (por ejemplo por una pérdida de una rama o aislamiento del sol por parte de individuos más altos). Si bien para un individuo llega a ser fatal, para el bosque en conjunto tiene un claro efecto beneficioso: ayuda a evitar la superpoblación y brinda a especies más escasas la oportunidad de prosperar reduciendo individuos de especies arbóreas que se vuelven demasiado abundantes.

## Especies
- Armillaria affinis
- Armillaria altimontana
- Armillaria apalosclera
- Armillaria borealis
- Armillaria calvescens
- Armillaria camerunensis
- Armillaria cepistipes
- Armillaria duplicada
- Armillaria ectypa
- Armillaria fellea
- Armillaria fumosa
- Armillaria fuscipes
- Armillaria gallica
- Armillaria gemina
- Armillaria griseomellea
- Armillaria heimii
- Armillaria hinnulea
- Armillaria jezoensis
- Armillaria limonea
- Armillaria luteobubalina
- Armillaria mellea
- Armillaria ostoyae
- Armillaria tabescens